# Piton (ort i Mauritius)
Piton är en ort i Mauritius.   Den ligger i distriktet Rivière du Rempart, i den västra delen av landet, 16 km nordost om huvudstaden Port Louis. Piton ligger 96 meter över havet och antalet invånare är 5 909. Den ligger på ön Mauritius.
Terrängen runt Piton är huvudsakligen platt, men söderut är den kuperad. Terrängen runt Piton sluttar norrut. Runt Piton är det tätbefolkat, med 411 invånare per kvadratkilometer. Närmaste större samhälle är Port Louis, 15,8 km sydväst om Piton. Trakten runt Piton består till största delen av jordbruksmark.